# Adriano Celentano
Adriano Celentano (Milano, 6. siječnja 1938.) je talijanski pjevač, skladatelj, glumac, filmski redatelj i TV voditelj.

## Životopis
Celentano se rodio u Milanu na broju 14 u ulici - Via Gluck (o svojoj rodnoj ulici skladao je pjesmu Il ragazzo della via Gluck, koja je bila popularna 1970-tih). Podrijetlom je iz južne talijanske pokrajine Apulija odakle su mu bili roditelji, koji su se doselili na sjever zbog posla i boljeg života.
Prije svoje uspješne solističke karijere, osnovao je u Milanu sa svojim vršnjacima rock sastav Rock Boys. Bili su lokalna atrakcija i obrađivali američke uspješnice tog vremena. Kasnije su počeli koncertirati po sjevernoj Italiji (1955-1956) s izvrsnim gitaristom Giorgiom Gaberom, kasnije velikim prijateljem i suradnikom.
Bio je opčinjen Elvisom Presleyjem i ranim rockom 1950-tih, zvali su ga talijanski Elvis, išao je toliko daleko da je poput Elvisa vrtio kukovima i plesao, po tome je bio poznat u svojoj ranoj fazi kao hula hoop plesač. 
Njegova karijera traje već 40 godina te je u Italiji jedna od najdugovječnijih pjevačkih zvijezda. Prodao je milijune ploča, pojavio se u bezbroj TV emisija i brojnim filmovima.
U kasnijim godinama se uspješno prebacio u žanr komedije, filmovi u kojima je nastupao imali su veliki uspjeh kod publike (osobito u Italiji). Tako da je bio kralj niskobudžetnih filmova snimanih 1970 - 1980. Filmska kritika osobito cijeni njegov nastup u filmu Serafino (1968.), redatelja Pietra Germia.  
Okušao se i kao filmski redatelj, i to uspješno, najčešće je angažirao glumice; Ornellu Muti, Eleonoru Giorgi i svoju ženu Claudiju Mori. 
Snimio je 40 albuma: od toga 29 studijskih, 3 albuma uživo i 8 kompilacija. Najpopularnija pjesma koju je izveo je vjerojatno  Azzurro, ( tekst Paolo Conte), objavljena 1968., koju su kasnije izveli i mnogi drugi glazbenici. Za njegovu ranu fazu je najupečatljivija pjesma - Ventiquattromila baci, u to vrijeme bio je osobito popularan i na istočnoj obali Jadrana. Popularnost te njegove pjesme je vrlo uspješno prenio na film Emir Kusturica u svom filmu Sjećaš li se Dolly Bell? (scenarij Abdulah Sidran).

## Diskografija (singl ploče i albumi)
- Ventiquattromila baci/Aulì-ulè  (1961)
- Stai lontana da me/Sei rimasta sola/Amami e baciami (1962)
- La festa (1965)
- Il ragazzo della via Gluck (1966)
- Una carezza in un pugno (1968)
- Adriano Rock (1969)
- Il forestiero (1970)
- Er più (1971)
- I mali del secolo (1972)
- Prisencolinensinainciusol (1973)
- Yuppi du (1974)
- Svalutation (1976)
- Tecadisk (1976)
- Geppo il folle (1978)
- Ti avrò (1978)
- Soli (album) (1979)
- Me live!   (1979)
- Un po` artista un po` no (1980)
- Deus (album) (1981)
- Atmosfera (1983)
- I miei americani 2 (1984)
- Joan Lui  (1985)
- I miei americani (1986)
- La pubblica ottusità (1987)
- Il re degli ignoranti (1991)
- Super Best (album) (1992)
- Quel Punto (1994)
- Arrivano gli uomini (1996)
- Alla corte del remix (1997)
- Mina Celentano (1998)
- Io non so parlar d'amore (1999)
- Esco di rado e parlo ancora meno (2000)
- Il cuore, la voce (2001)
- Per sempre (2002)
- Le volte che Celentano è stato 1  (2003)
- C'è sempre un motivo (2004)
- L'indiano (single) (2005)
- La Tigre e il Molleggiato (2006)
- Dormi Amore - La situazione non è buona (2007)

## Filmovi
- La dolce vita  (1960)
- Super rapina a Milano  (1965)
- Serafino  (1968)
- Er Più - storia d'amore e di coltello (1971)
- Bianco rosso e... (1972)
- L'emigrante (1973)
- Rugantino (1973)
- Le cinque giornate (1973)
- Yuppi Du (1974)
- Di che segno sei? (1975)
- Culastrisce nobile veneziano (1976)
- Bluff - storia di truffe e di imbroglioni (1976)
- Ecco noi per esempio (1977)
- L'altra metà del cielo (1977)
- Geppo il folle (1978)
- Zio Adolfo in arte Führer (1978)
- Mani di velluto (1979)
- La locandiera (1980)
- Qua la mano (1980)
- Sabato, domenica e venerdì (1980)
- Il bisbetico domato (1980)
- Innamorato pazzo (1981)
- Asso (1981)
- Bingo Bongo (1982)
- Grand Hotel Excelsior (1982)
- Segni particolari: bellissimo (1983)
- Sing Sing (1983)
- Lui è peggio di me (1984)
- Joan Lui (1985)
- Il burbero (1986)
- Jackpot  (1991)

## Vanjske poveznice
- Službene stranice
- Diskografija Adriana Celentana (sa Music Cityja)
- Filmografija Adriana Celentana